# Yār Pāqlū
Yār Pāqlū (persiska: Yeprāqlū, یار پاقلو) är en ort i Iran.   Den ligger i provinsen Västazarbaijan, i den nordvästra delen av landet, 700 km nordväst om huvudstaden Teheran. Yār Pāqlū ligger 2 408 meter över havet och antalet invånare är 460.
Terrängen runt Yār Pāqlū är kuperad, och sluttar söderut. Runt Yār Pāqlū är det ganska tätbefolkat, med 75 invånare per kvadratkilometer. Närmaste större samhälle är Kāpūt, 16,5 km norr om Yār Pāqlū. Trakten runt Yār Pāqlū består i huvudsak av gräsmarker.